# Битка код Даре
Битка код Даре се одиграла у северозападној Месопотамији 530. за време Иберијског рата између византијске војске на челу са Велизаром на једној, и персијске војске на челу са Фироузом на другој страни. Завршена је византијском побједом, она је имала је изузетног одјека у тадашњим политичким збивањима, мада се њена важност понекад занемарује, с обзиром на то да су следеће године Персијанци однели победу над Велизаром у бици код Калиника приморавши Византијце на мир 532. године.

## Позадина битке
Византијско царство се налазило у рату са сасанидима зато што је Кавад I покушао да на силу натера иверце, то јест данашње грузине, да пређу у заратустризам. Грузијски краљ је успео да избегне Кавада, али је Кавад покушао да склопи мир са византијом, и покушао да натера Јустина I да усвоји његовог сина Хозроја за свог наследника. Јустин, његови наследници и његов нећак, Јустинијан I, су то одбили и послали своје генерале Ситу и Велизара у Персију, где су првобитно били поражени. Јустин је покушао да покрене преговоре, али је Кавад уместо тога упутио војску од 40.000 људи у правцу Даре 529. године у данашњој Турској, близу сиријске границе. Године 530. Велизар је послат назад у провинцију са својим помоћником Хермогеном, и снагама од 25.000 људи. Кавад је одговорио слањем додатних 10.000 војника под командом под командом Пероза I, који је подигао логор на око 5 километара од Амодијуса.

## Размештање снага
Упркос томе што је био надбројан, Велизар је одлучио да уђе у битку против бројчано надмоћнијих персијанаца. Ископао је многобројне ровове који је требало да блокирају персијску коњицу, остављајући размак између њих како би омогућио контра-напад. Ове ровове је поставио напред поред позиције сваког крила(левог и десног) своје војске, док је централни ров остао у позадини. Ту је он поставио своју не толико поуздану пешадију, иза централног рова, чимe је она била довољно близу зидова тврђаве, чиме је обезбеђивала ватрену подршку својој војсци са борбених положаја, на врху градских бедема. На левом и десном крилу налазила се византијска коњица сумњивог квалита. Подршку на унутрашњим странама крила давале су им невелике снаге телесне гарде сачињене од хуна : 300 хунских коњаника под Суницима и Аиганима који су подржавали лево крило, као и много више хуна на десном крилу под командом Симаса и Аскана. Велизар је такође разместио телесну гарду са Херулијском коњицом под командом Пахараса на позицију за извођење заседе, са свог левог крила. Резерву састављену од сопствене коњице из реда букеларија, држао је иза свог центра под командом Јована Јерменина, његовог човека од поверења, заменика и пријатеља из детињства.

## Битка
Првог дана није било општег ангажовања, али је уместо тога дошло до изазивања, и више борби између шампиона сваке од страна. У једну борбу умешао се један персијски витез који је изазвао Велизара на борбу прса у прса, али се уместо њега суочио са византијским кућним слугом, по имену Андрија. Андрија кога је Велизар тајно увежбавао заједно са својим личним обезбеђењем, успео је не само да убије персијанца већ и још једног изазивача тога дана. Персијанци су се након тога повукли у Амодиј у току ноћи.

Након окршаја из првог дана, Велизар је послао писмо персијском заповеднику. Уместо да се боре у бици, он је веровао да је боље избећи сукоба, и да уместо тога своје спорове могу решити разговором. У писмоу је писало: "Први благослов је мир, као што је договорено од стране људи који имају и мало разума.... "Најбољи генерал је зато онај који је способан да донесе мир из рата. "На писмо је међутим супротна страна остала "глува" и сукоби су настављени.
Током другог дана битке, пристигле су трупе са више од 10.000 војника из Нибисиса. Сасанидске и византијске трупе размениле су ватру што је резурлтирало мањим губицима са обе стране. Персијанци су оформили две линије: десно крило под командом Питјаксеса и лево под Баресаманеса.

Први талас персијског напада био је усмерен на византијско лево крило. Персијанци су форсирали прелазак преко византијских шанчева, потискујући византијку коњицу назад. Али је интервенција Суничких хуна који су нападали са унутрашњости византијских борбених линија, као и Пархасов напад помоћу Херула из заседе на противничку страну, принудио је персијско крило на повлачење.

Персијанци су након тога напали Византијко десно крило, Перозије је на њих послао Заједане, такође познате као "бесмртници", који су били елитне персијске оклопљене ударне једнице копљаника. Византијска пешадија и коњица биле су одгурнуте овде док су браниле своје ровове, јер су се пре тога налазиле са десне стране. Али је Велизар извео контранапад са својом коњицом од бикеларија и раздвојио персијску војску на два дела. Половину персијанаца гонила је византијска коњица, док је остатак заробљен, приликом чега је убијен Баресаманес заједно са око 5 000 људи. Византијска коњица се такође опоравила и усмерила непријатље у један правац при повлачењу. Велизар им је дозолио да непријатеља гоне још неколико километара, али је дозволио већини преживелих персијанаца да побегну.

## Након битке
Византија није дуго уживала у победи. Након пораза у бици, лахмидски краљ Ел Мундхир IV ибн ел Мундхир, сасанидски вазал, послао је своје трупе у помоћ сасанидској војсци. Са лахмидском помоћу, 19. априла 531.год. под командом Азаретесакоја је предводио Спахбоде, Персијанци су победили Велизара у бици код Калиника, делимично захваљујући непослушности Велизаревих официра, као и због исцрпљности византијске војске услед дугих маршева, што је довело до тога да је византија морала да пристане да плати данак у замену за примирје, током кога је требало да се Персијанци повуку из Сирије.

Године 540. и 544. Дару је напао Хорозије I, који није имао успеха ни у једном нападу. Хорозије ју је коначно заузео 573.год, говорило се да је њен пад проузроковао лудило код цата Јустина II. Јустинова жена и Соифија и његов пријатељ Тиберије Константин, преузели су контролу над царством све док Јустин није умро 578. У међувремену персијанцима је било омогућено несметано напредовање у дубину царства, али је Хорозије умро 579.
Цар Маврикије је поразио Персијанце код Даре 586., и повратио утврђење, али су песијанци под Хорозијем II поразили Византијце 604. Овога пута персијанци су разорили цели град, али су га византијци поново изградили 628. Године 639. не. Муслимански Арапи су га освојили, и остао је у њиховим рукама дсве до 942. године када је био опустошен од стране Византијаца. Касније је био поново опустошен од стране Јована I Цимискија 958. год, али је византијци никада више нису повратили.

## Битка у литератури и медијима
Битка код Даре је детаљно описана у делу "Archaeological and Ancient Literary Evidence for a Battle near Dara Gap, Turkey, AD 530: Topography, Texts & Trenches"-види делове доле. Она је описана и у тв серији Time Commanders. Такође се помиње 2006. год и у роману Belisarius: The First Shall Be Last.
На нашем језику недавно је у Војно-историјском гласнику објављен детаљан и свеобухватан приказ битке, под насловом "Битка код Даре, јун 530. године".